# Pulpito della Resurrezione
Il pulpito della Resurrezione è uno dei due pulpiti bronzei di San Lorenzo a Firenze, ultima opera dello scultore fiorentino Donatello, all'epoca ultrasettantenne. I pulpiti risalgono a dopo il 1460 e il maestro ne curò la progettazione e il disegno anche se è probabile che le altre fasi vennero curate da aiutanti, tra i quali spiccavano Bartolomeo Bellano e Bertoldo di Giovanni. Il pulpito della Resurrezione è ritenuto di solito il primo ad essere completato, con minore aiuto dei collaboratori, ed è leggermente più grande: misura 292 cm di lunghezza e 123 di altezza (escluse le colonne).

## Storia
I due pulpiti sono legati a numerosi problemi per lo studio critico. Vespasiano da Bisticci nella sua Vita di Cosimo de'Medici, racconta che Cosimo de' Medici  "gli allogò certi pergami di bronzo per San Lorenzo". Oltre che la difficile valutazione dell'autografia da parte del maestro e dei suoi collaboratori, si ignora la funzione originaria per cui vennero fusi. La sistemazione attuale, sull'alto di quattro colonne ciascuno, risale infatti con tutta probabilità a molti anni dopo la morte di Donatello, alla visita di Leone X a Firenze del 1515, quando vennero montanti provvisoriamente. Riassemblati nel 1558-1565, furono completati da due pannelli lignei bruniti nel 1616 e nel 1634. 
Alcuni hanno ipotizzato che i vari pannelli che compongono i pulpiti fossero originariamente destinati a sarcofagi, magari proprio per Cosimo e sua moglie o suo figlio Giovanni, mentre l'uso come cantoria appare inverosimile per le dimensioni troppo ridotte.

Pentecoste

La datazione è collocata a dopo il rientro di Donatello da Siena (1459-1460) e su uno dei rilievi, il Martirio di san Lorenzo, è stata scoperta la data 15 giugno 1465, ma non è possibile stabilire quale fosse il grado di finitura alla morte di Donatello (1466). Dopotutto le sue biografie antiche, a partire da Vasari, parlano di un maestro che, a settant'anni suonati, passava ormai la maggior parte del suo tempo inchiodato a letto.
Nonostante le questioni aperte i due pulpiti sono comunemente ritenuti il punto estremo dell'arte di Donatello, l'ultimo capolavoro che chiuse, portando agli estremi sviluppi, lo studio dell'animo umano, della spazialità e della libertà compositiva che aveva caratterizzato tutta la sua carriera.
Baccio Bandinelli nel XVI secolo attribuì gli "errori" di finitura alla vecchiaia ed all'incombente cecità del maestro, liquidando i due pulpiti come le peggiori opere della mano di Donatello. Solo nei secoli successivi, a partire dal Manierismo, si è gradualmente rivalutato il giudizio critico sul queste due opere. Oggi la valutazione è nettamente benevola, soprattutto per l'intensità espressiva ancora insuperabile del linguaggio donatelliano, con una reinvenzione iconografica libera e originale dei temi biblici.

## Attribuzione
Il pulpito della Resurrezione è giudicato generalmente come in larga parte autografo del maestro, con una diretta sorveglianza di Donatello anche sulla fusione. Alla sua inventiva sono riferite le innovazioni compositive, le deformazioni fisiognomiche e le libertà stilistiche riscontrabili in tutte le scene, con un ruolo dei collaboratori più marginale.
In alcune parti la tecnica appare più grezza, una sorta di non-finito. Non è dato a sapersi in quanta misura essa sia opera di Donatello, ma è una dato di fatto anche in altre opere attribuite al maestro (come il Compianto di Londra) e si adatta perfettamente alle emozioni crude ed all'espressività delle scene dell'ultima fase dell'artista. Sembra spesso infatti di essere di fronte a uno schizzo, una rappresentazione di getto, e alcuni rilievi non sono rifiniti (volontariamente?) a sufficienza, con le tracce ancora visibili del procedimento di fusione.
Gli interventi dei collaboratori sono analizzati nel dettaglio nei paragrafi sui singoli rilievi.

## Descrizione

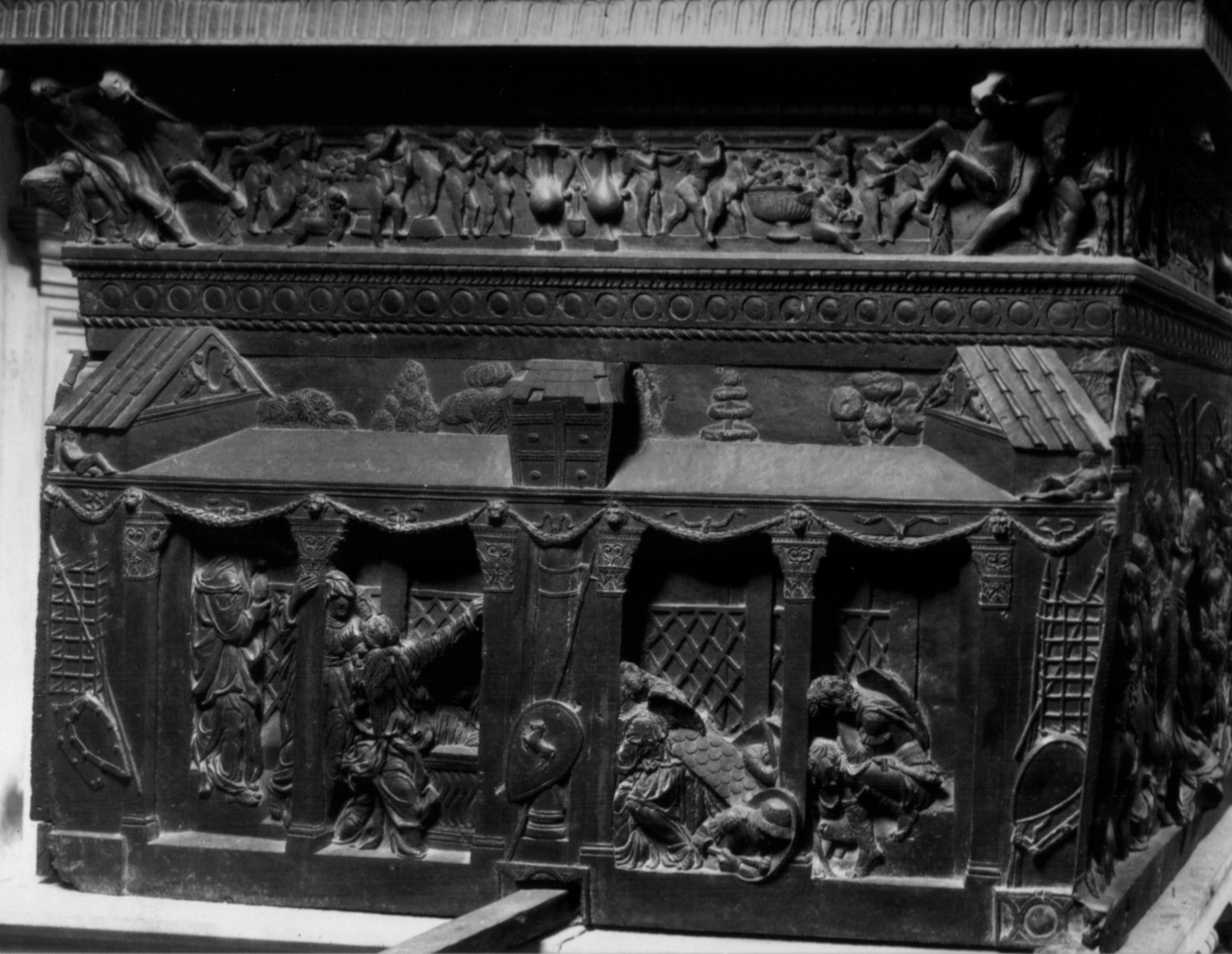
Pie donne al sepolcro

Il pulpito della Resurrezione è quello conservato nella navata destra. Le due opere hanno un'impaginazione simile, ma molto più originale nel caso del pulpito della Resurrezione, poiché scandita non già da lesene, ma da una serie di piccoli edifici disposti prospetticamente come quinte laterali. Anche in questo caso corre in alto un fregio continuo, che è decorato da putti vendemmianti, eroti anforette e cavalieri e centauri affrontati, sopra il quale corre un sima sporgente che ricorda i sarcofagi classici. Il fregio si ritiene per entrambi i pulpiti opera di un collaboratore eseguita dopo la morte di Donatello. In questo caso il fregio ospita anche l'iscrizione OPUS DONATELLI FLO[RENTINI] in un medaglione, ritenuta generalmente postuma.
Nel pulpito della Resurrezione i lati maggiori contengono tre scene ciascuno, più una per ciascuno dei due lati minori, per un totale di otto. Due pannelli del lato nord però, in corrispondenza dello sportello per l'accesso, sono integrazioni lignee seicentesche.
I pannelli raccontano gli episodi della vita di Cristo dopo la morte, senza rispettare rigidamente la sequenza narrativa dei Vangeli e con l'aggiunta del Martirio di San Lorenzo, in onore del santo titolare della chiesa. Rappresentano:
- Pie donne al sepolcro (ovest)
- Discesa al Limbo (sud)
- Resurrezione (sud)
- Ascensione (sud)
- Pentecoste (est)
- Martirio di San Lorenzo (nord)
- Cristo deriso, (nord, in legno brunito, XVII secolo)
- San Luca Evangelista (nord, in legno brunito, XVII secolo)

### Pie donne al sepolcro
La scena è composta secondo un'estrema libertà compositiva. Una specie di portico, dall'aspetto fortemente tridimensionale, fa da ambientazione: viene rappresentato l'intero edificio, con due timpani laterali in prospettiva ed una copertura piana su cui spicca al centro una sorta di pilastro a tramezzo, con una cassettonatura che ricorda l'intradosso degli archi romani. Ai lati si trovano cataste d'armi e graticole di san Lorenzo, mentre la parte principale è composta dal portico con colonne dai capitelli compositi, sovrastate da protomi leonini che reggono festoni. Il lato posteriore del portico mostra una rete a incannicciato, oltre la quale si scorgono ciuffi di alberelli, che sporgono anche oltre il soffitto. Al centro un pilastro maggiore, su cui si trova appoggiata una colonna e su di essa una lancia e uno scudo con cavallino rampante, divide la zona in due parti: a destra il sepolcro scoperchiato dall'angelo (quest'ultimo in parte nascosto dietro il passaggio) con le tre guardie addormentate, ed a sinistra le tre Marie.
Le tre donne sono rappresentate in tre atteggiamenti diversi che corrispondono ai gradi di emozione prima, durante e dopo la rivelazione angelica: la prima sulla sinistra non sa ancora dell'annuncio e scende la scalinata silenziosa e mesta con un'ampolla di unguenti in mano, in un dolore introverso; la seconda, che parla con l'angelo, è colta in pieno stupore e deve reggersi a una colonna (bellissima la padronanza con cui essa si dispone tridimensionalmente attorno alla colonna), la terza è già china e colma sul sarcofago vuoto, in un'esplosione di dolore estroverso. Il sarcofago è diverso in ciascuna delle scene (non è lo stesso della Deposizione nel pulpito della Passione).
Forse in questo rilievo intervenne Bertoldo alla rinettatura.

### Discesa al Limbo

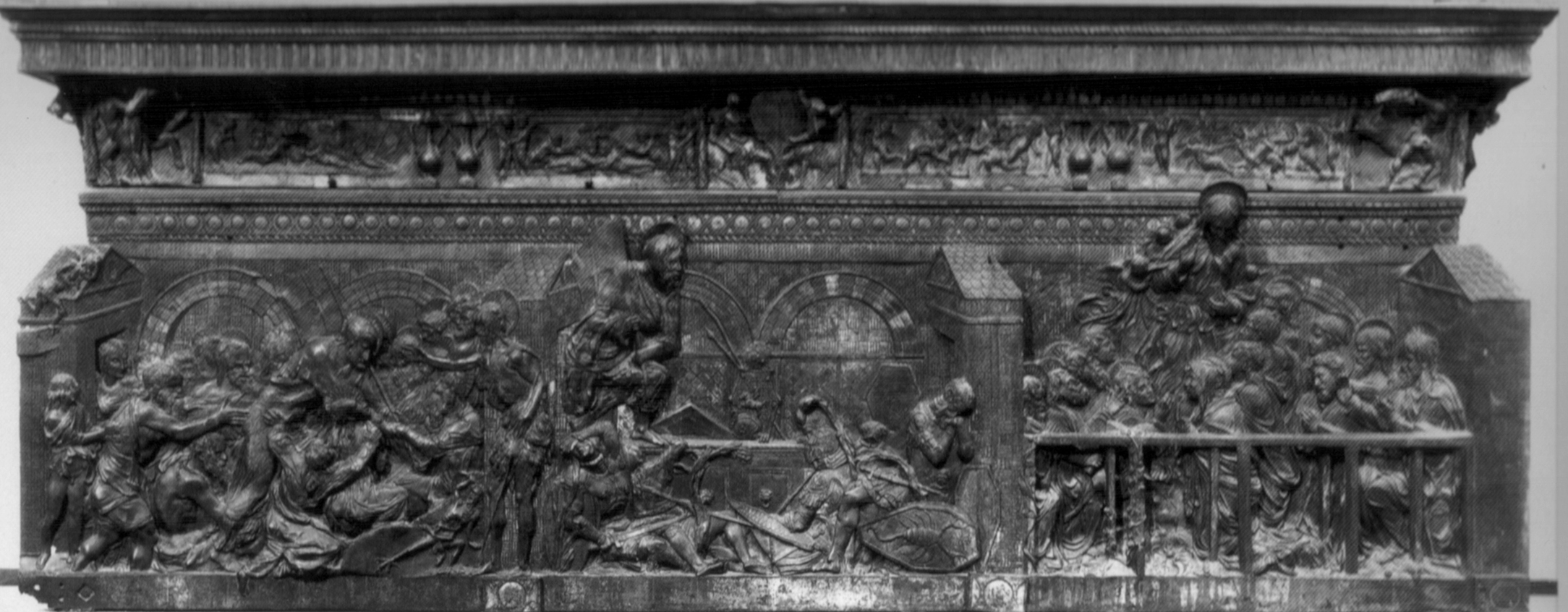
Discesa al Limbo, Resurrezione e Ascensione

la Discesa al Limbo è la prima delle tre scene sul lato principale, che sono trattate unitariamente, come se si svolgessero in tre stanze del medesimo edificio. Le pareti sono decorate da un fitto intreccio dei mattoni e sullo sfondo si stagliano archi a tutto sesto. La discesa al Limbo mostra il Cristo che, subito dopo la Resurrezione, si reca nella sezione degli uomini giusti all'Inferno e li porta con sé in paradiso. Essi sono tutti i profeti e santi dell'antico e nuovo testamento morti prima di lui, ciascuno con l'aureola. Tra questi spicca san Giovanni Battista, posto in piedi davanti al tramezzo in prospettiva che separa la scena dalla seguente. I beati si accalcano attorno al Salvatore, ma in generale non provano gioia, ma un'ordinata e composta partecipazione, come se sapessero di già del loro destino imminente.
In basso a destra un diavoletto scappa terrorizzato. Esso ha gli attributi demoniaci delle zampe di uccello, il serpente attorcigliato e il fallo spropositato.
In questa e nelle due scene adiacenti, il disegno e probabilmente il modello in cera sono ritenuti interamente autografi del maestro, mentre la fusione e la rifinitura sono considerate come opera degli aiuti.

### Resurrezione
La Resurrezione e la successiva Ascensione sono dominate dalla figura trionfante di Cristo, che si erge nei rilievi ben sopra la linea della cornice, dominando l'intera scena. Le guardie armate sono tutte cadute addormentate nelle più diverse posizioni e le loro armature ed equipaggiamenti sono trattati con molta cura e realismo. Gli scudi sono decorati da vari simboli araldici (uno scorpione, un putto a cavallo) e dalla scritta SPQR.
Il Cristo, sostenendo la bandiera crociata e , in modo inusuale, indossando le bende funebri, poggia il piede sul sepolcro e si presenta alla condizione di Redentore-Risorto. Ma il suo aspetto è tutt'altro che trionfante,  sembra piuttosto esprimere il tormento del tributo fisico che la Morte ha richiesto. Tale iconologia devia dalla tradizionale cristologia ed anche la composizione risulta del tutto originale, spostata sul lato sinistro, invece della abituale disposizione triangolare, con il Cristo al vertice.

### Ascensione

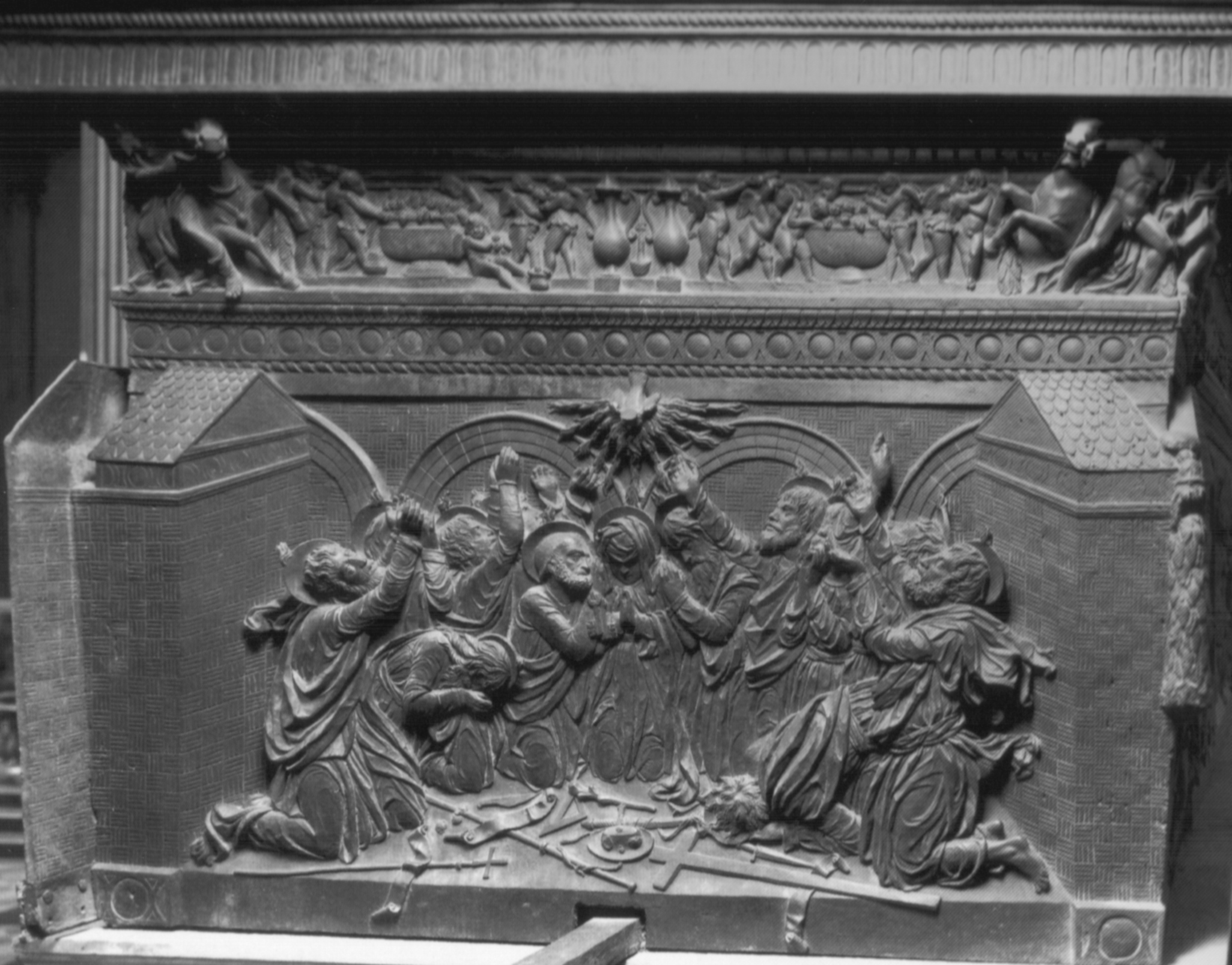
Pentecoste

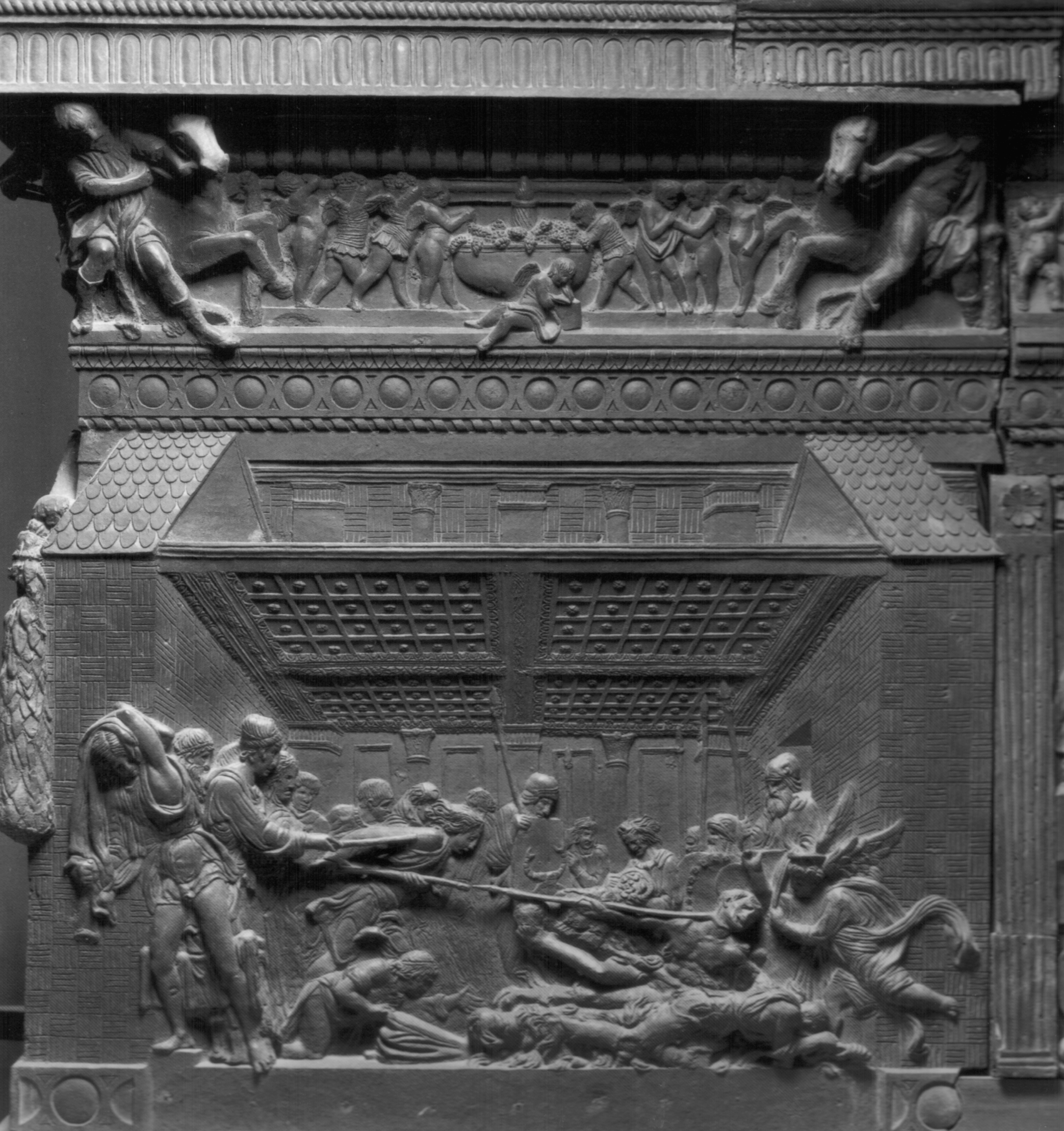
Martirio di San Lorenzo

L'Ascensione è ambientata in una stanza recintata da una transenna in primo piano, ai cui piedi si trovano varie pianticelle e rampicanti. Tra gli impassibili apostoli e la Madonna disposti a semicerchio, Cristo si avvia ad ascendere, giganteggiando sulla scena e invadendo la cornice superiore del rilievo. Nel dipartirsi aiutato dagli angeli, saluta con un gesto della mano gli astanti, ma nessuno è in contatto visivo con lui: il gesto è da riferirsi piuttosto allo spettatore. Nella mano sinistra tiene un libro, simbolo dell'avverarsi delle Scritture.

### Pentecoste
La Pentecoste si trova sul lato breve verso est. All'interno di un edificio praticamente identico a quello delle scene sul lato principale verso la navata centrale, Maria a egli apostoli sono disposti a semicerchio attorno a tutta una serie di oggetti simbolici, gli attributi di ciascun apostolo (il bastone di pellegrino per san Giacomo, il coltello per Pietro, la croce per Andrea, ecc.). In alto la colomba dello Spirito Santo sta emanando le fiammelle che arrivano sul capo degli Apostoli e della Vergine. Le reazioni dei vari personaggi sono molto diverse e vanno dalla concentratissima preghiera di Maria, all'ansiosa trepidazione di chi alza le mani, fino al pianto dirotto di chi si nasconde la faccia tra le mani o si prostra a terra per la commozione.
In questo pannello è stata riconosciuta come più forte la mano del Bellano, con i panneggi filacciosi e come bagnati e con gli schematismi nelle pieghe e nella definizione delle ciocche di barbe e capelli. Il disegno per lo meno si deve però attribuire a Donatello.

### Martirio di san Lorenzo
Il Martirio di san Lorenzo è ambientato entro una complessa scatola prospettica, con un edificio aperto del quale si vedono le pareti laterali e di fondo, il soffitto e oltre il soffitto uno sfondo di pilastri e colonne, grazie al punto di vista ribassato, che drammatizza maggiormente l'evento coinvolgendo lo spettatore.
La scena è drammaticamente composta, con il conflitto, ben evidenziato dalle linee di forza incidenti, tra san Lorenzo, sdraiato sulla graticola ardente in preda agli spasmi del dolore, e il boia che, comandato a bacchetta dall'imperatore, spinge con un lungo bastone dall'estremità a forcipe il collo del povero martire. Solo un angelo, recante la palma del martirio, conforta il santo, che è affiancato da un uomo già morto. Gli astanti, tra cui numerosi soldati, assistono impassibili al martirio e solo alcuni mostrano dolore, tra cui una donna con in mano un piatto e una che accorre scioccata. In basso un servitore pompa il mantice sul fuoco senza alcune remora e un altro, a destra, si avvia a portare via dei panni, probabilmente le vesti di Lorenzo.
Sul timpano della parete destra della stanza di questa scena si trova incisa la data 15 giugno 1465, l'unica presente sui pulpiti. Essa, che è anteriore alla morte del maestro, non chiarisce però se si riferisca alla data del completamento del pulpito, o del pannello, o del modello in cera del medesimo.
Questa è l'unica scena dei due pulpiti che venga attribuita interamente alla mano di Donatello in ogni fase della lavorazione.

## Altre immagini

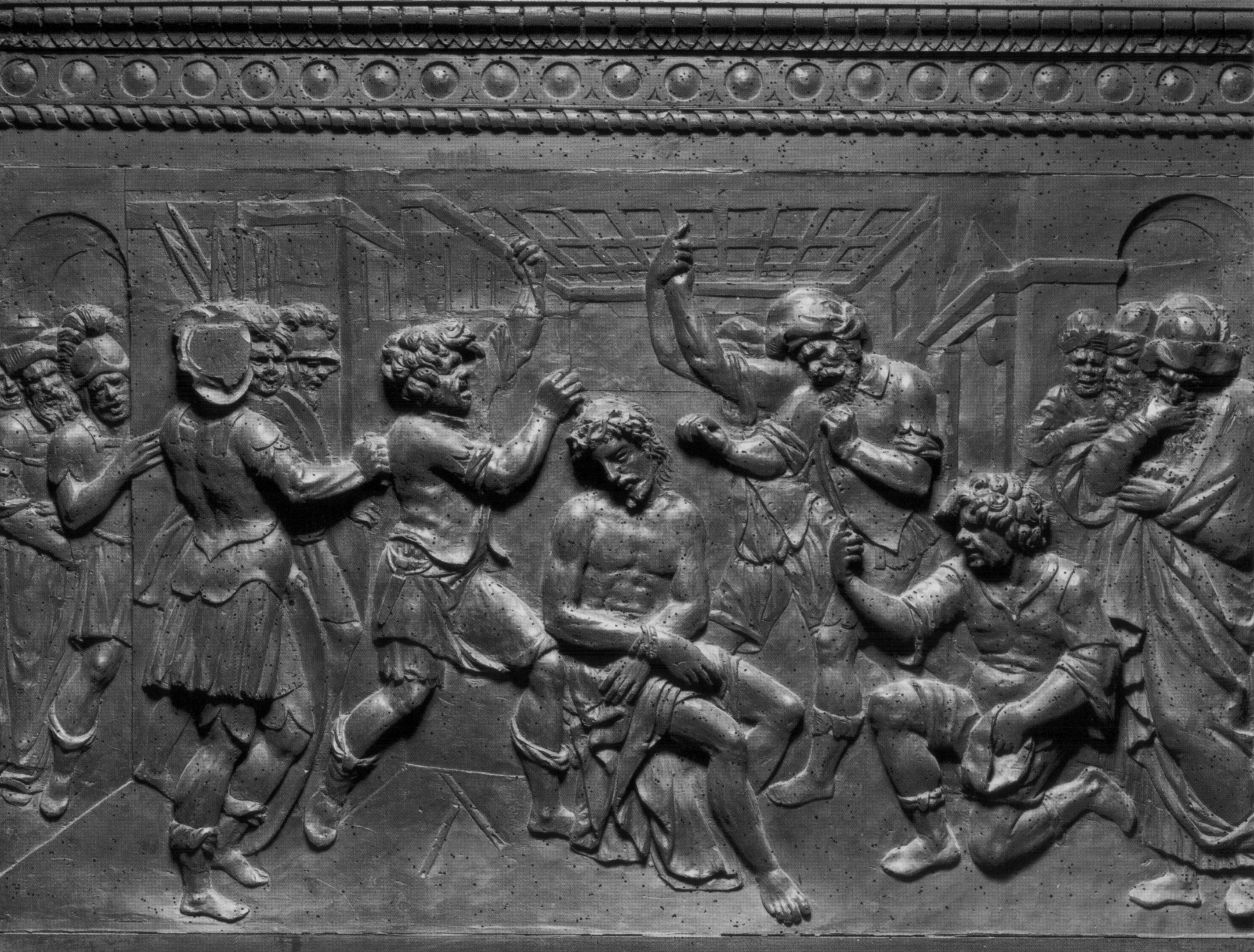
Cristo deriso, XVII secolo
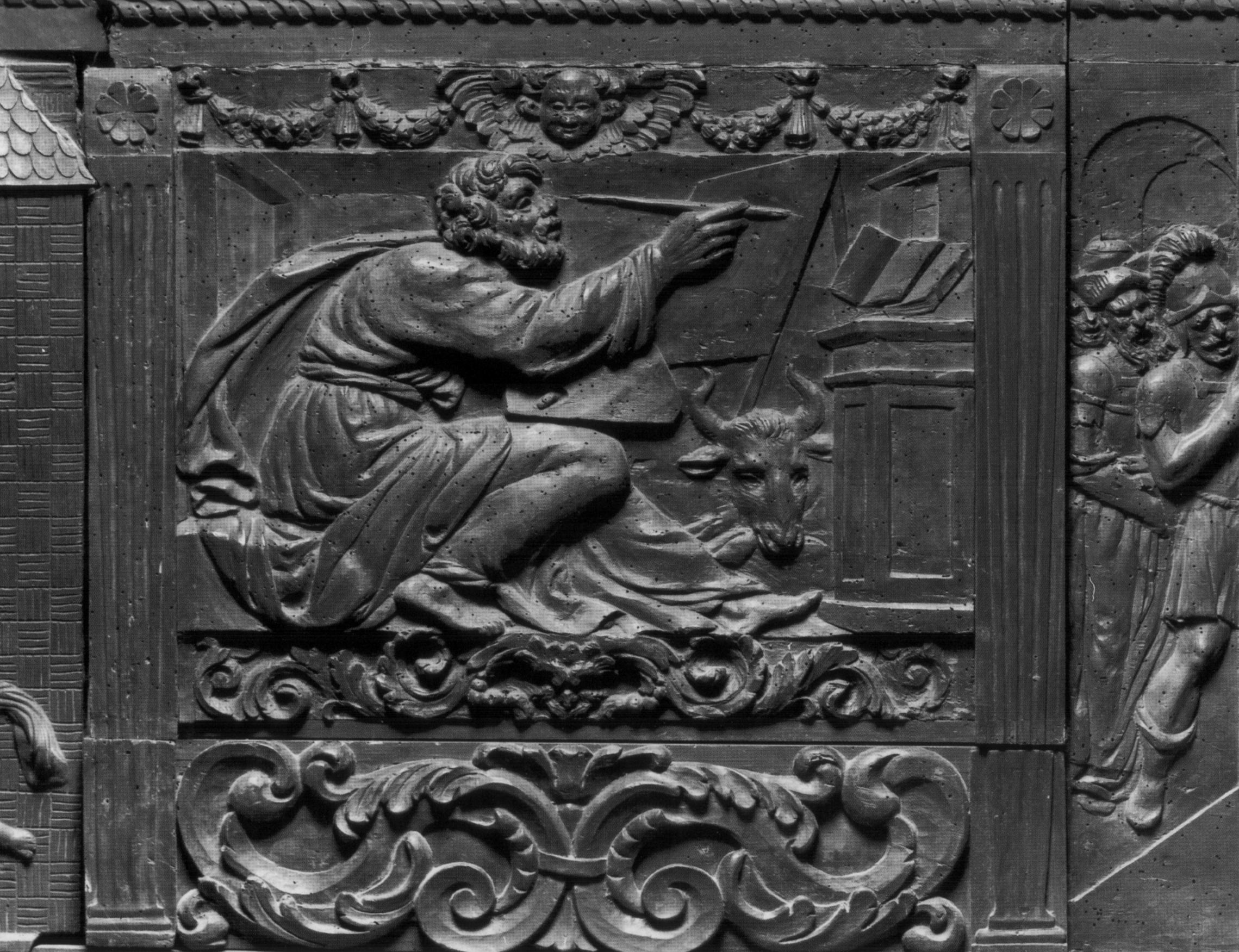
San Luca, XVII secolo